# Wildersbach
Wildersbach est une commune française, située dans la circonscription administrative du Bas-Rhin et, depuis le 1er janvier 2021, dans le territoire de la Collectivité européenne d'Alsace, en région Grand Est.
Cette commune se trouve dans la région historique et culturelle d'Alsace.

## Géographie
C'est un village du massif vosgien, tout proche du Champ du Feu, le point culminant dans le département.

### Localisation
Le village se trouve dans une cuvette bordée de montagnes boisées.
C'est la vallée de la Wildbach, ruisseau prenant sa source dans la forêt communale de Wildersbach, côté Sud-Est. Elle traverse la localité de Wildersbach, avant de se jeter plus bas dans la Rothaine. Cette dernière sera à son tour confluente de la Bruche à trois kilomètres de l'embouchure de la Wildbach.
La forêt communale de Wildersbach est la plus grande des forêts communales du Ban de la Roche. Elle englobe 215 hectares, certaines parcelles se prolongent dans les bans communaux de Waldersbach, Belmont et Neuviller-la-Roche.

### Communes limitrophes
| Rothau  | Natzwiller  | Neuviller-la-Roche              |
| Rothau  | Wildersbach | Neuviller-la-Roche              |
| Solbach | Waldersbach | Neuviller-la-Roche, Waldersbach |

### Hydrographie
La commune est dans le bassin versant du Rhin au sein du bassin Rhin-Meuse. Elle est drainée par le ruisseau la Rothaine et le ruisseau Willbach,.

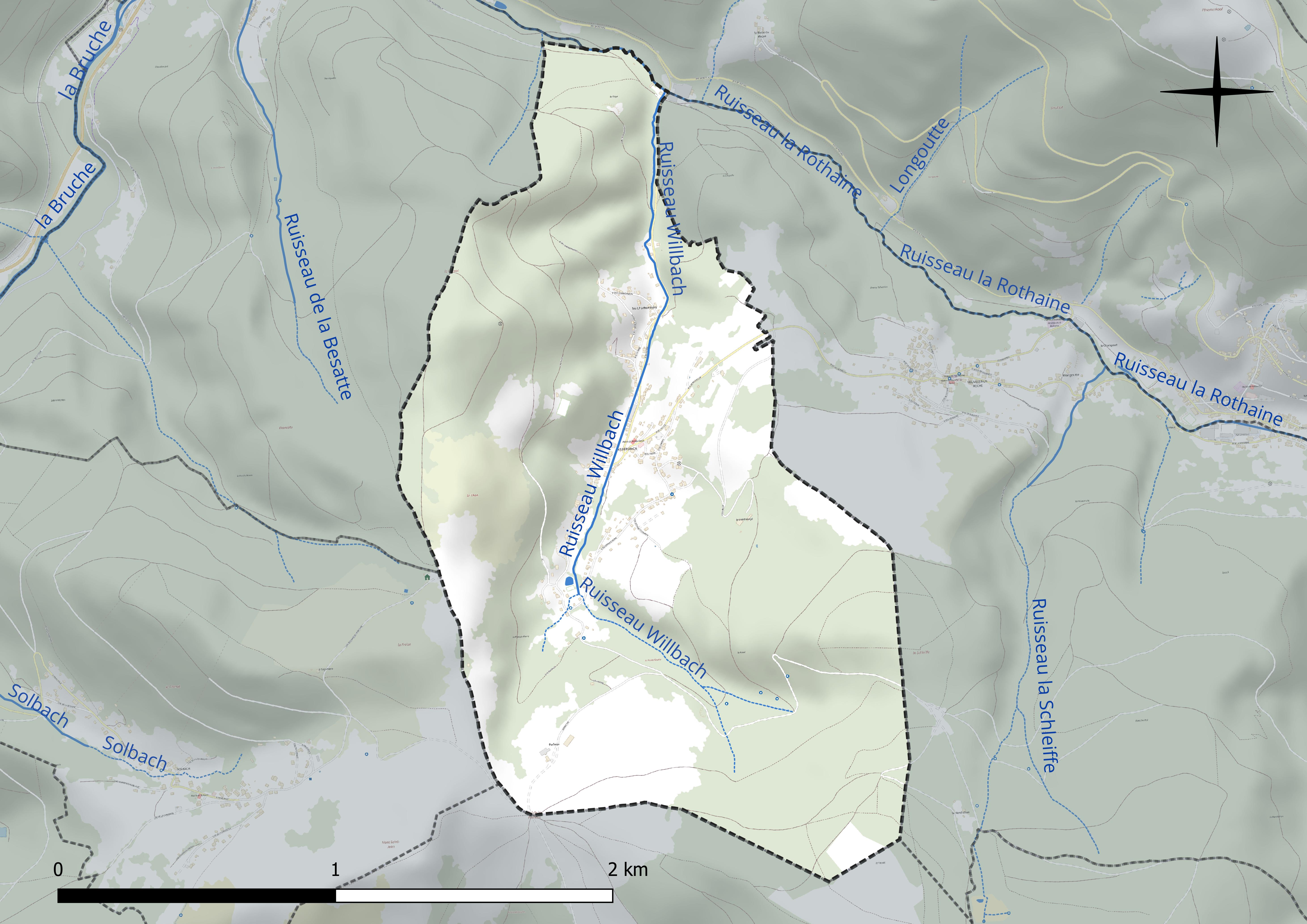
Réseau hydrographique de Wildersbach.

### Climat
Pour des articles plus généraux, voir Climat du Grand Est et Climat du Bas-Rhin.
En 2010, le climat de la commune est de type climat de montagne, selon une étude du Centre national de la recherche scientifique s'appuyant sur une série de données couvrant la période 1971-2000. En 2020, Météo-France publie une typologie des climats de la France métropolitaine dans laquelle la commune est exposée à un climat semi-continental et est dans la région climatique  Vosges, caractérisée par une pluviométrie très élevée (1 500 à 2 000 mm/an) en toutes saisons et un hiver rude (moins de 1 °C). 
Pour la période 1971-2000, la température annuelle moyenne est de 8,7 °C, avec une amplitude thermique annuelle de 16,2 °C. Le cumul annuel moyen de précipitations est de 1 219 mm, avec 13,3 jours de précipitations en janvier et 11,3 jours en juillet. Pour la période 1991-2020, la température moyenne annuelle observée sur la station météorologique de Météo-France la plus proche, « Belmont », sur la commune de Belmont à 3 km à vol d'oiseau, est de 7,0 °C et le cumul annuel moyen de précipitations est de 1 341,9 mm. 
La température maximale relevée sur cette station est de 30,9 °C, atteinte le 5 juillet 2015 ; la température minimale est de −20,3 °C, atteinte le 20 décembre 2009,,. 
Les paramètres climatiques de la commune ont été estimés pour le milieu du siècle (2041-2070) selon différents scénarios d'émission de gaz à effet de serre à partir des nouvelles projections climatiques de référence DRIAS-2020. Ils sont consultables sur un site dédié publié par Météo-France en novembre 2022.

## Urbanisme

### Typologie
Au 1er janvier 2024, Wildersbach est catégorisée commune rurale à habitat dispersé, selon la nouvelle grille communale de densité à sept niveaux définie par l'Insee en 2022.
Elle est située hors unité urbaine. Par ailleurs la commune fait partie de l'aire d'attraction de Strasbourg (partie française), dont elle est une commune de la couronne,. Cette aire, qui regroupe 268 communes, est catégorisée dans les aires de 700 000 habitants ou plus (hors Paris),.

### Occupation des sols
L'occupation des sols de la commune, telle qu'elle ressort de la base de données européenne d’occupation biophysique des sols Corine Land Cover (CLC), est marquée par l'importance des forêts et milieux semi-naturels (90,2 % en 2018), en augmentation par rapport à 1990 (81 %). La répartition détaillée en 2018 est la suivante : forêts (68 %), milieux à végétation arbustive et/ou herbacée (22,1 %), zones urbanisées (9,8 %). L'évolution de l’occupation des sols de la commune et de ses infrastructures peut être observée sur les différentes représentations cartographiques du territoire : la carte de Cassini (XVIIIe siècle), la carte d'état-major (1820-1866) et les cartes ou photos aériennes de l'IGN pour la période actuelle (1950 à aujourd'hui).

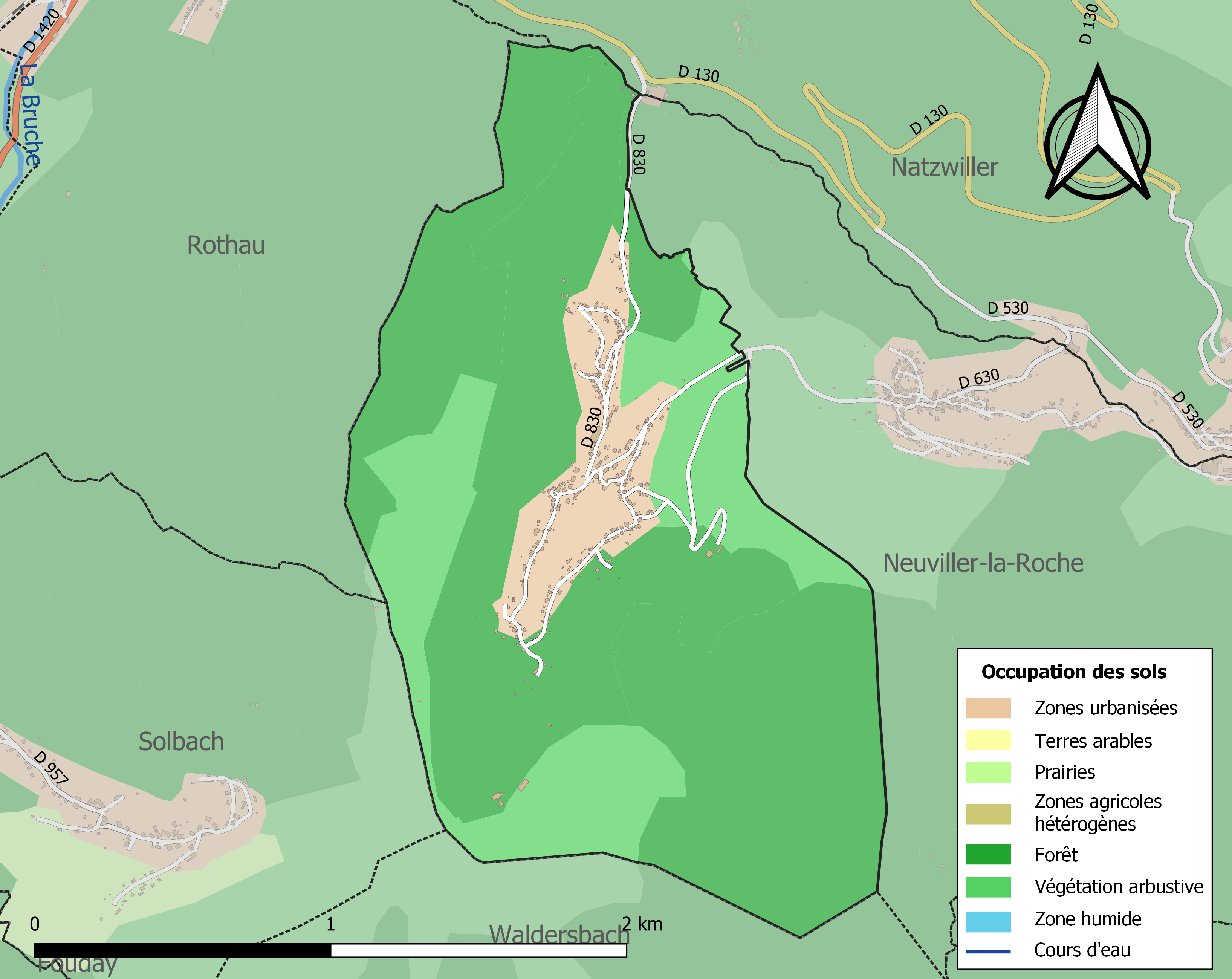
Carte des infrastructures et de l'occupation des sols de la commune en 2018 (CLC).

## Toponymie
Durant le XIXe siècle, Wildersbach était également connue sous l'alias de Vildichapot.
Plusieurs lieux-dits du village témoignent d'un parler patois welche très utilisé :
- La Kiaye, tout en bas du village, variante orthographique de caille (=caillou en ancien français), signifiant endroit caillouteux. Le patois keyô confirme l'orthographe du lieu-dit.
- Le Leyde, probablement une variante de Heydé, nom donné à plusieurs rues des villages environnants. C'est aujourd'hui la plus petite rue de Wildersbach, mais au XIXe siècle, c'était un lieu-dit comprenant aussi tout le quartier environnant (début de la rue de la Perheux). Les autres rues étaient simplement appelées Bas-village, Milieu du village et Haut du village.
- Le Petit Preyé, c'est la zone d'habitations en haut du Belzy, où se trouve l'ancienne colonie. L'étymologie renverrait à presbytère ou simplement prieuré. C'était sans doute un lieu de culte.
- Les Beyes (ou beïes), nom donné aux prés entre Wildersbach et Neuviller. Renvoie à baux (ou en patois Beïer = donner). C'étaient sûrement des terrains que les communes mettaient en location.

## Histoire
L'histoire de la commune est intimement liée avec celle du Ban de la Roche, puisqu'elle était annexée dans ce territoire avant la révolution. Comme sa voisine Neuviller-la-Roche, Wildersbach était pendant longtemps annexée par la paroisse protestante de Rothau.
En janvier 1789, un glissement de terrain avait causé des pertes humaines et matérielles de certains villageois.
La commune de Wildersbach était incluse dans le département des Vosges jusqu'à la guerre de 1870.
La première industrie à être implantée dans le village était l'exploitation minière. Un filon de cuivre avait d'ailleurs été découvert sur le territoire communal au XVIIe siècle. Cette activité avait perduré jusqu'au milieu du XIXe siècle, époque de la révolution industrielle. L'économie du village progressait depuis lors avec l'usine textile Claude Frères, aujourd'hui fermée, implantée vers le centre du village.

## Politique et administration

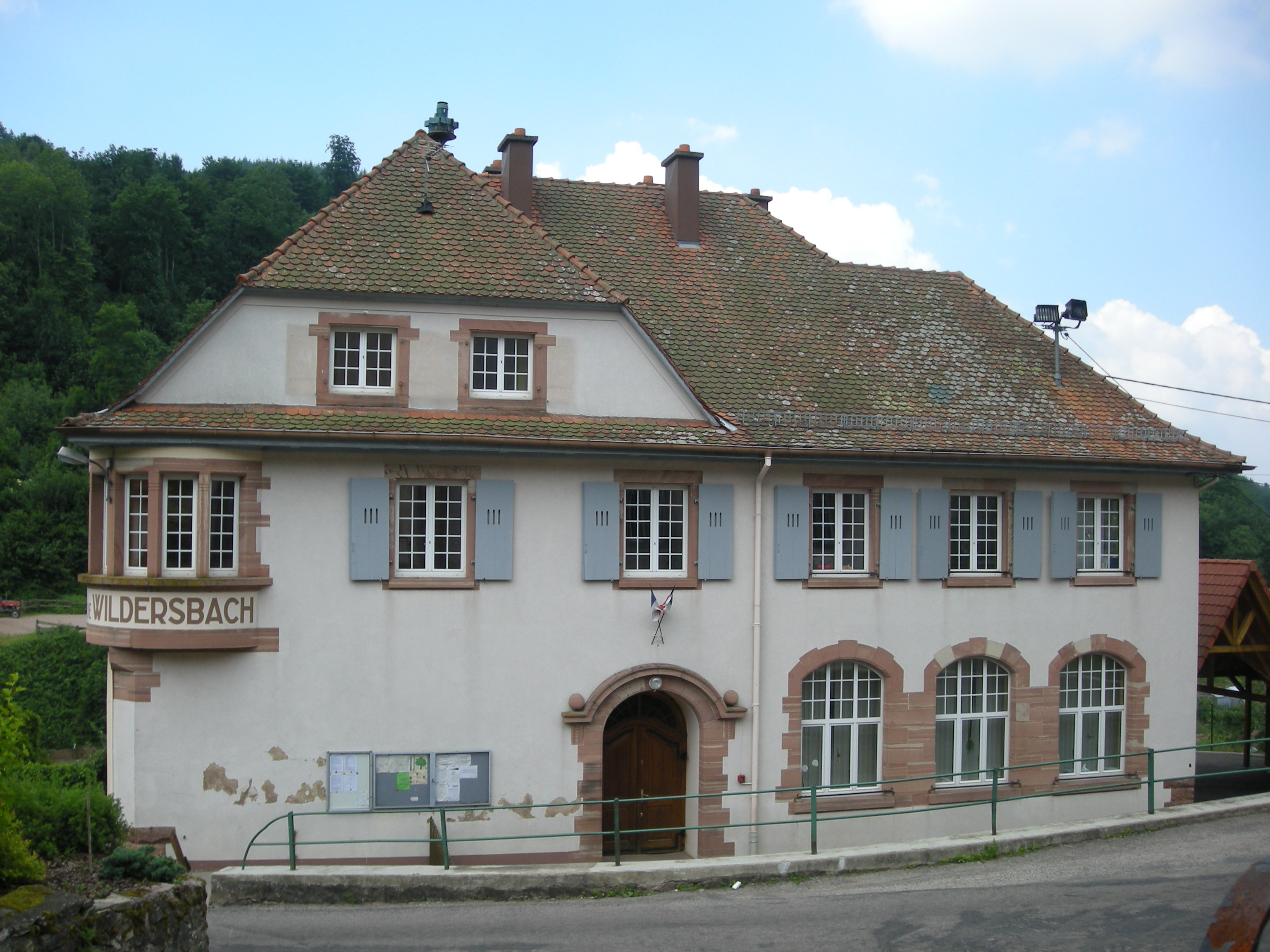
La mairie-école.

### Liste des maires
| Période                                  | Période  | Identité       | Étiquette | Qualité |
| ---------------------------------------- | -------- | -------------- | --------- | ------- |
| Les données manquantes sont à compléter. |          |                |           |         |
| 1955                                     |          | Armand Fassler |           |         |
| mars 2001                                | 2014     | André Fassler  |           |         |
| 2014                                     | mai 2020 | Paul Fischer   |           |         |
| mai 2020                                 | En cours | Jacques Michel |           |         |

### Jumelages

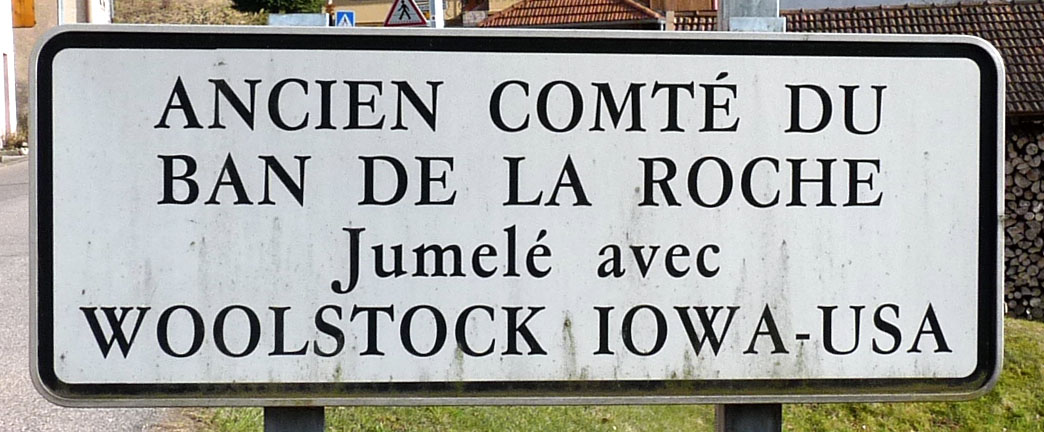
Jumelage avec Woolstock.

Comme sept autres communes du Ban de la Roche (Bellefosse, Belmont, Fouday, Neuviller-la-Roche, Rothau, Solbach et Waldersbach), Wildersbach est jumelée depuis le 15 juillet 1984 avec Woolstock, une petite localité américaine de l'Iowa qui a accueilli au XIXe siècle des immigrants en provenance du Ban de la Roche.

## Population et société

### Démographie
L'évolution du nombre d'habitants est connue à travers les recensements de la population effectués dans la commune depuis 1793. Pour les communes de moins de 10 000 habitants, une enquête de recensement portant sur toute la population est réalisée tous les cinq ans, les populations de référence des années intermédiaires étant quant à elles estimées par interpolation ou extrapolation. Pour la commune, le premier recensement exhaustif entrant dans le cadre du nouveau dispositif a été réalisé en 2007.

En 2022, la commune comptait 284 habitants, en évolution de −3,4 % par rapport à 2016 (Bas-Rhin : +3,17 %, France hors Mayotte : +2,11 %).
| 1793 | 1800 | 1806 | 1821 | 1831 | 1836 | 1841 | 1846 | 1851 |
| ---- | ---- | ---- | ---- | ---- | ---- | ---- | ---- | ---- |
| 326  | 375  | 380  | 447  | 480  | 625  | 620  | 654  | 604  |

| 1856 | 1861 | 1866 | 1871 | 1875 | 1880 | 1885 | 1890 | 1895 |
| ---- | ---- | ---- | ---- | ---- | ---- | ---- | ---- | ---- |
| 629  | 725  | 768  | 767  | 735  | 691  | 648  | 620  | 604  |

| 1900 | 1905 | 1910 | 1921 | 1926 | 1931 | 1936 | 1946 | 1954 |
| ---- | ---- | ---- | ---- | ---- | ---- | ---- | ---- | ---- |
| 603  | 596  | 563  | 513  | 479  | 436  | 402  | 365  | 338  |

| 1962 | 1968 | 1975 | 1982 | 1990 | 1999 | 2006 | 2007 | 2012 |
| ---- | ---- | ---- | ---- | ---- | ---- | ---- | ---- | ---- |
| 322  | 292  | 265  | 264  | 260  | 282  | 314  | 318  | 311  |

| 2017 | 2022 | - | - | - | - | - | - | - |
| ---- | ---- | - | - | - | - | - | - | - |
| 291  | 284  | - | - | - | - | - | - | - |

## Économie
Le village abritait autrefois une filature textile.

## Culture locale et patrimoine

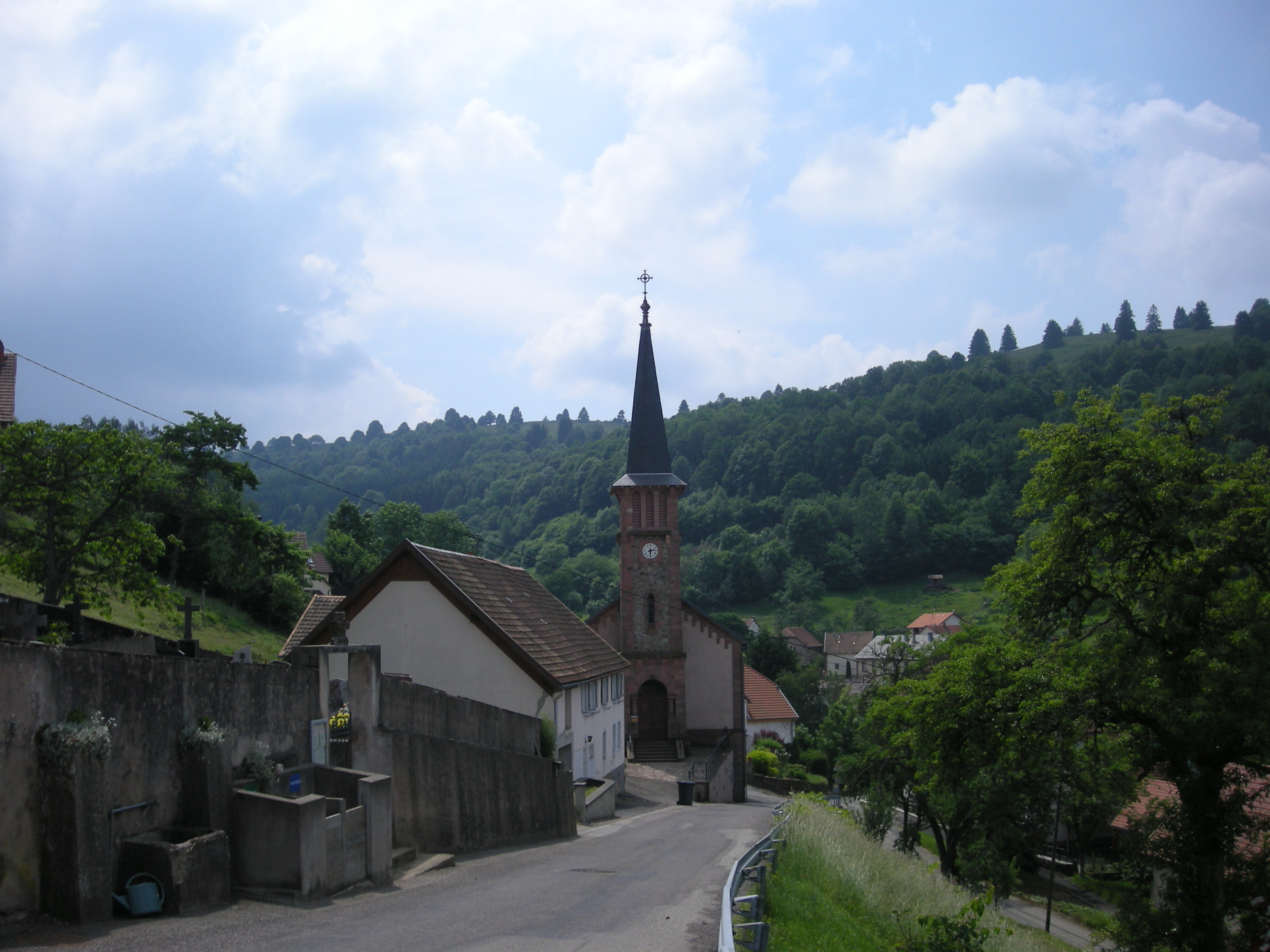
L'église.

### Lieux et monuments
- L'église luthérienne date du XIXe siècle.

### Personnalités liées à la commune
- Tommy Fallot (1844-1904), ancien pasteur de Wildersbach.
- Ernest Kuntz (1896-1958), nė à Wildersbach, gendarme et garde-forestier au Willerhof, père d’Hėlène Wucher (1924-2021), résistance et « passeuse » alsacienne de la région du Mont Sainte-Odile.

### Héraldique
| Blason de Wildersbach | Blason  | Coupé : au premier de gueules aux trois rocs d'échiquier d'argent, au second d'argent au lion d'azur, armé et lampassé de gueules, couronné d'or. |
| Blason de Wildersbach | Détails | |